# Bunchosia hotteana
Bunchosia hotteana là một loài thực vật có hoa trong họ Malpighiaceae. Loài này được Nied. & Ekman mô tả khoa học đầu tiên năm 1929.